# Köbler-Entscheidung
Die Köbler-Entscheidung (EuGH, C-224/01, Slg. 2003, I-10239ff.) vom 30. September 2003 des Europäischen Gerichtshofes (EuGH) ist eine wichtige Entscheidung auf dem Gebiet des Europarechts und Staatshaftungsrechts. Sie ist eine Grundsatzentscheidung, in der der EuGH seine durch die Francovich-Entscheidung begründete Rechtsprechung zur unionsrechtlichen Staatshaftung für die Fallgruppe der Staatshaftung für judikatives Unrecht konkretisierte.

## Vorgeschichte
Der Köbler-Entscheidung lag folgender Sachverhalt zugrunde: Der Kläger Gerhard Köbler, ein Rechtswissenschaftler, war seit dem 1. März 1986 als ordentlicher Universitätsprofessor in Innsbruck in einem öffentlich-rechtlichen Dienstverhältnis zum österreichischen Staat. Bei seiner Ernennung wurden ihm die Bezüge eines ordentlichen Universitätsprofessors der Gehaltsstufe 10 zuzüglich der normalen Dienstalterszulage eingeräumt.
Mit Schreiben vom 28. Februar 1996 beantragte er die Zuerkennung der besonderen Dienstalterszulage für Universitätsprofessoren nach § 50aGehG. Er machte geltend, dass er zwar keine fünfzehnjährige Dienstzeit als Professor an österreichischen Universitäten, sehr wohl aber eine entsprechende Dienstzeit unter Berücksichtigung seiner Tätigkeit an Universitäten in anderen Mitgliedstaaten der Union aufzuweisen habe. Das Erfordernis der fünfzehnjährigen Dienstzeit ausschließlich an österreichischen Universitäten – ohne Berücksichtigung der Dienstzeit an Universitäten anderer Mitgliedstaaten – stelle nach dem Beitritt Österreichs zur Union eine unionsrechtlich nicht gerechtfertigte mittelbare Diskriminierung dar, da es gegen Art. 39 EG (Arbeitnehmerfreizügigkeit) verstoße. Der Antrag wurde abgelehnt, da die 15 Dienstjahre nicht ausschließlich an österreichischen Universitäten abgeleistet wurden.
Hiergegen klagte der Kläger vor dem Verwaltungsgerichtshof, der wiederum dem EuGH die Frage im Wege der Vorabentscheidung vorlegte, ob Dienstzeiten in anderen Mitgliedsländern genauso angerechnet werden wie die Zeit im Inland. Später nahm der Verwaltungsgerichtshof dann das Vorabentscheidungsersuchen zurück und lehnte den Antrag des Klägers ab. Zur Begründung führte er aus, die besondere Alterszulage stelle eine Treueprämie dar, die eine Abweichung von den unionsrechtlichen Bestimmungen über die Freizügigkeit der Arbeitnehmer sachlich rechtfertige.
Der Kläger war mit dieser Entscheidung nicht einverstanden und erhob deshalb Klage vor dem Landesgericht für Zivilrechtssachen in Wien gegen die Republik Österreich auf Schadensersatz. Das Landesgericht sah, anders als der Verwaltungsgerichtshof, sowohl die materielle Rechtsfrage als auch die Frage nach der Staatshaftung für unionsrechtswidrige Gerichtsentscheidungen als klärungsbedürftig an und legte dem EuGH fünf Fragen zur Vorabentscheidung vor, unter anderem die Frage, ob sich die Haftung eines Mitgliedstaates für Unionsrechtsverstöße auch auf Entscheidungen von Höchstgerichten erstrecke.

## Entscheidung
Der EuGH stellte fest, dass dies der Fall sei, da die bisherige Rechtsprechung (Francovich-Entscheidung) insoweit keine Beschränkungen erkennen ließ. Die Art des handelnden Organs ist für die Zurechnung des Rechtsverstoßes unionsrechtlich ohne Belang. Allerdings haftet der Staat für eine unionsrechtswidrige Entscheidung nur in dem Ausnahmefall, in dem das Gericht offenkundig gegen das geltende Recht verstoßen hat. Hierbei sind folgende Kriterien heranzuziehen: das Maß an Klarheit und Präzision der verletzten Vorschrift, die Vorsätzlichkeit des Verstoßes, die Entschuldbarkeit des Rechtsirrtums, die Stellungnahme eines Unionsorgans, die Verletzung der Vorlagepflicht.
Allerdings kam es im vorliegenden Fall zu keinem hinreichend qualifizierten Verstoß gegen das Unionsrecht, da der Verstoß nicht zweifelsfrei und eindeutig zu beantworten war.